# 30797 Chimborazo
30797 Chimborazo este o planetă minoră (asteroid) din centura de asteroizi. A fost descoperită pe 4 februarie 1989 la Observatorul La Silla de Eric Walter Elst. 
Obiectul prezintă o orbită caracterizată de o semiaxă mare de 2,6921527 UAi, o excentricitate de 0,14, o înclinație de 12,52997 ° în raport cu ecliptica.